# Han Hyo-joo
Han Hyo-joo (en hangul, 한효주; RR: Han Hyo-ju) es una actriz, modelo y cantante surcoreana.

## Biografía
Estudió en la Yullyang Middle School, Cheongju Girl's High School, Bulgok High School, así como en la Universidad Dongguk (en inglés: "Dongguk University").
Es buena amiga de la actriz Jin Seo-yeon, también es amiga del actor Lee Seung-gi.

## Carrera
Es miembro de la agencia "BH Entertainment" en Corea del Sur, mientras que en Japón es miembro de la agencia "FlaMme".
Fue descubierta en un concurso de belleza adolescente en 2003. Ha aparecido en sesiones fotográficas para "InStyle", "Dazed", "Jessica", "Vogue Taiwan", "Burberry", "Marie Clare", entre otras... También ha modelado para la marca de accesorios "Folli Follie".
Comenzó su carrera como actriz en la comedia Nonstop (논스톱). Apareció en la comedia My Boss, My Teacher (투사부일체). Obtuvo mayor atención con el drama El vals de primavera, el cual fue dirigido por Yoon Seok-Ho. En noviembre de 2009 apareció en la película coreana El Cartero del Cielo (천국의 우편배달부) junto a Kim Jae Joong.
En 2016 se unió al elenco principal de la serie W donde interpretó a la doctora Oh Yeon-joo, una joven mujer de 30 años que termina enamorándose de Kang Chul (Lee Jong-suk), el personaje principal del webtoon de su padre.
El 4 de febrero de 2018 se unió al elenco de la película Golden Slumber donde interpretó a Sun-young, una periodista de radio que fue a la universidad con Gun-woo (Gang Dong-won) y también es su primer amor.

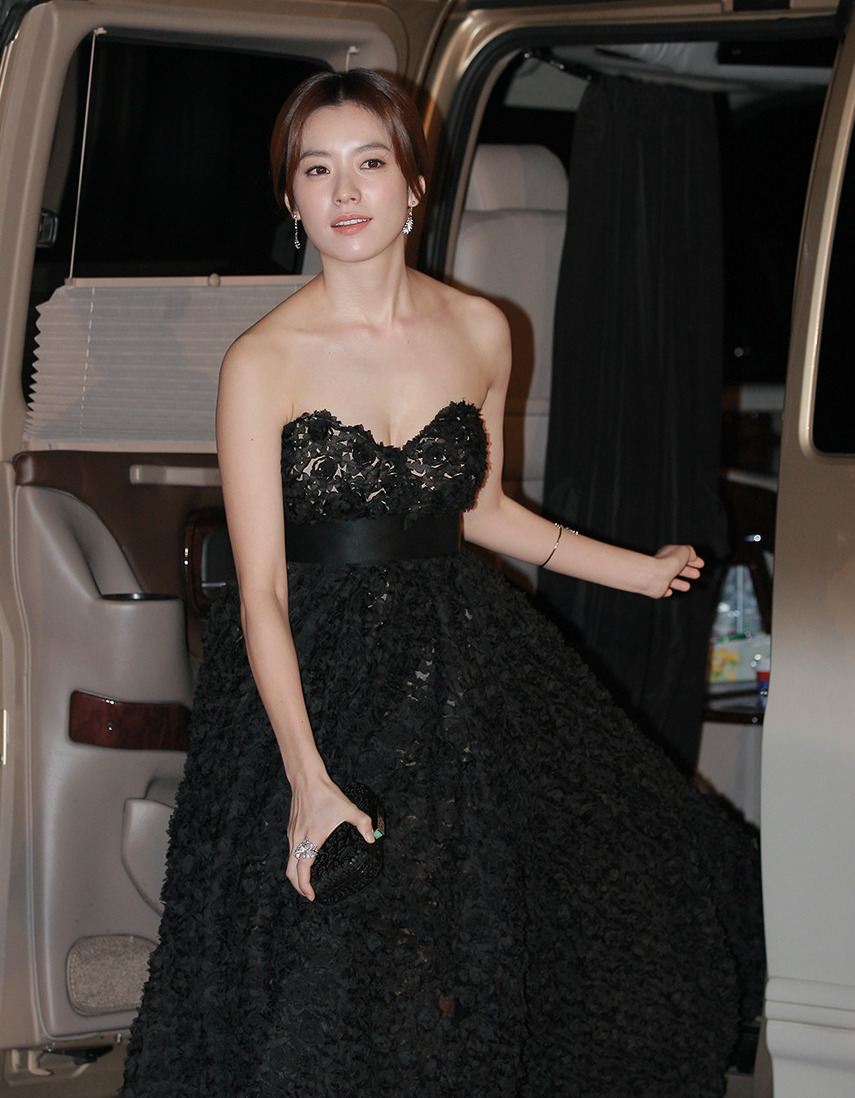
Han Hyo-joo en 2013.

En julio del mismo año se unirá al elenco principal de la película In-rang (también conocida como "In-rang: The Wolf Brigade") donde dará vida a Lee Yoon-hee.
El 24 de septiembre de 2019 se unió al elenco principal de la serie norteamericana Treadstone donde da vida a So-yun, una mujer de Corea del Norte, que a medida que comienza a descubrir secretos de su pasado, debe de tomar la decisiones difíciles para proteger a su familia, hasta el final de la serie el 17 de diciembre del mismo año. La serie es un spin-off de la series de películas de "Bourne".
El 5 de marzo de 2021 apareció en la película japonesa The Sun Does Not Move, donde dio vida a Ayako, una mercenaria evasiva sin antecedentes conocidos.
En mayo del mismo año se confirmó que se había unido al elenco principal de la serie Happiness, donde dará vida a Yoon Sae-bom, una agente especial de la fuerza policial.
Ese mismo año apareció como parte del elenco principal de Piratas: El último tesoro de la corona, una secuela de la película de 2014 The Pirates, donde interpreta a la capitana Hae Rang.
También se anunció que estaba en pláticas para unirse al elenco principal de la serie de fantasía Moving (Disney+), donde interpreta a Lee Mi-hyeon. Justo después de terminar la serie comenzó el rodaje del filme de acción Creyente 2, continuación de Believer, que obtuvo un gran éxito de taquilla en 2018, y donde aparece con un personaje nuevo con respecto a este, el de la despiadada Big Knife. 

## Filmografía

### Series de televisión
| Año  | Título           | Personaje          | Cadena      | Notas            | Ref.          |
| ---- | ---------------- | ------------------ | ----------- | ---------------- | ------------- |
| 2005 | Nonstop 5        | Han Hyo-joo        | MBC         | Ep. 167, 183-257 | [ 33 ]        |
| 2006 | Spring Waltz     | Seo/Park Eun-young | KBS2        | 20 episodios     | [ 34 ]        |
| 2007 | Heaven & Earth   | Suk Ji-soo         | KBS1        | 165 episodios    | [ 35 ]        |
| 2008 | Iljimae          | Eun-chae           | SBS         | 18 episodios     | [ 36 ]        |
| 2009 | Brilliant Legacy | Go Eun-sung        | SBS         | 28 episodios     | [ 37 ]        |
| 2009 | Soul Special     | Jin Mi-ah          | KBS Joy     | Drama corto      | [ 38 ]        |
| 2010 | Dong Yi          | Choi Dong-yi       | MBC         | 60 episodios     | [ 39 ]        |
| 2016 | W - Two Worlds   | Dra. Oh Yeon-joo   | MBC         | 16 episodios     | [ 40 ]        |
| 2019 | Treadstone       | So-yun             | USA Network | 10 episodios     | [ 41 ]        |
| 2021 | Dramaworld 2     | Han Hyo-joo        | tvN         | Cameo, ep.6      |               |
| 2021 | Happiness        | Yoon Sae-bom       | tvN         | 12 episodios     | [ 42 ]        |
| 2023 | Moving           | Lee Mi-hyun        | Disney+     | 20 episodios     | [ 43 ] [ 44 ] |
| 2024 | Blood Free       | Yoon Ja-yoo        | Disney+     | 10 episodios     | [ 45 ] [ 46 ] |

### Películas
| Año  | Título                                 | Personaje          | Notas             | Ref.                        |
| ---- | -------------------------------------- | ------------------ | ----------------- | --------------------------- |
| 2006 | My Boss, My Teacher                    | Yoo Mi Jung        |                   |                             |
| 2006 | Ad-lib Night                           | Bo Kyung           |                   |                             |
| 2008 | Ride Away                              | Im Ha Jung         |                   |                             |
| 2008 | My Dear Enemy                          |                    | Cameo             |                             |
| 2009 | Heaven's Postman                       | Jo Hana / Saki     |                   |                             |
| 2011 | Always                                 | Ha Jeong Hwa       |                   |                             |
| 2012 | Masquerade                             | Reina del consorte |                   |                             |
| 2012 | Love 911                               | Mi Soo             |                   |                             |
| 2013 | Cold Eyes                              | Ha Yoon Ju         |                   |                             |
| 2014 | Miracle Devil Claus' Love and Magic    | So Yeon            | Película japonesa |                             |
| 2014 | Myohyangsangwan                        | Oh Yeong Ran       | Cortometraje      |                             |
| 2015 | C'est Si Bon                           | Min Ja Young       |                   |                             |
| 2015 | The Beauty Inside                      | Yi Soo             |                   |                             |
| 2016 | Love, Lies (2016)                      | Jeong So Yul       |                   |                             |
| 2018 | Golden Slumber                         | Sun-young          |                   |                             |
| 2018 | In-rang                                | Lee Yoon-hee       |                   | [ 47 ]                      |
| 2021 | The Sun Does Not Move                  | Ayako              |                   |                             |
| 2022 | Piratas: El último tesoro de la corona | Hae Rang           |                   | [ 48 ] [ 49 ] [ 50 ] [ 51 ] |
| 2022 | Una chica del siglo XX                 | Aparición especial |                   | [ 52 ]                      |
| 2023 | Creyente 2                             | Big Knife          |                   | [ 53 ] [ 54 ]               |

### Programas de variedades
| Año        | Título                                         | Canal   | Notas                                              |
| ---------- | ---------------------------------------------- | ------- | -------------------------------------------------- |
| 2005       | Love Letter                                    | SBS     | 6 episodios - (Ep. 26-27, 30-31, 34-35) - Invitada |
| 2005       | X-Man                                          | SBS     | 4 episodios - (Ep. 110-111, 114-115) - Invitada    |
| 2005-2006  | Inkigayo                                       | SBS     | Presentadora                                       |
| 2006       | Come To Play                                   | MBC     | Invitada (Ep. 82)                                  |
| 2007       | Golden Fishery                                 | MBC     | Invitada (Ep. 27)                                  |
| 2007       | Are You Ready                                  | KBS 2TV | Invitada (Ep. 1)                                   |
| 2007       | Ya Shim Man Man                                | SBS     | Invitada (Ep. 204)                                 |
| 2008       | Park Kyung-lim's Wonderful Outing              | MBC     | Invitada (Ep. 24)                                  |
| 2008       | Star N The City                                | XTM     | Viaje por carretera a EE. UU.                      |
| 2009       | Ya Shim Man Man                                | SBS     | Invitada                                           |
| 2009       | Girls on Top (Temp. 2)                         | SBS MTV | Invitada                                           |
| 2009       | Sunday Sunday Night - Danbi                    | MBC     | Invitada (Ep. 3)                                   |
| 2010       | You Hee-yeol's Sketchbook                      | KBS 2TV | Invitada (Ep. 71)                                  |
| 2012       | Cultwo Show                                    | SBS     | Invitada (Ep. 828)                                 |
| 2012, 2013 | Running Man                                    | SBS     | 4 episodios - (Ep. 123-124, 151-152) - invitada    |
| 2016       | 2 Days & 1 Night                               | KBS2    | 3 episodios - (Ep. 588-590) - invitada             |
| 2020       | Hometown Flex                                  | tvN     | invitada                                           |
| 2021       | House on Wheel: Lending You My House on Wheels | tvN     | miembro                                            |
| 2022       | Unexpected Business 2 (Boss by Chance 2)       | tvN     | invitada                                           |

### Anuncios
| Año         | Título                                               | Notas  |
| ----------- | ---------------------------------------------------- | ------ |
| 2016, 2018  | Daebang Construction                                 |        |
| 2016        | Zishen                                               | (ropa) |
| 2016        | Sooryehan                                            |        |
| 2015 - 2016 | MIMO                                                 |        |
| 2014        | STUDSWAR                                             |        |
| 2014        | SSG.com                                              |        |
| 2014        | Hankook Tire                                         |        |
| 2014        | Givenchy Eyewear                                     |        |
| 2013 - 2014 | Acuvue                                               |        |
| 2013 - 2014 | Black Yak                                            | (ropa) |
| 2013        | Daum Communications - 'Art and Shake' application    |        |
| 2013        | Good Downloader campaign                             |        |
| 2012        | Korean Cable TV Association (KCTA)- Digital Cable TV |        |
| 2012        | Kwang Dong Oksusu Tea (Oksusu Corn Silk Tea)         |        |
| 2012        | Samsung NX20                                         |        |
| 2012        | Samsung NX1000                                       |        |
| 2012        | Samsung NX210                                        |        |
| 2011 — 2012 | Samsung Camera Mirror Pop MV800                      |        |
| 2011        | Xylitol                                              |        |
| 2011        | LOVCAT Paris and LOVCAT Bijoux                       |        |
| 2011        | Head Sports                                          | (ropa) |
| 2010 — 2012 | Lotte Card                                           |        |
| 2010 — 2012 | Mr. Pizza                                            |        |
| 2010        | Samsung Camera NX series                             |        |
| 2010        | Yoplait                                              |        |
| 2010        | Grand Mint Festival Lady                             |        |
| 2009 — 2014 | VIKI                                                 | (ropa) |
| 2009 — 2012 | LG SU:M 37'                                          |        |
| 2009 — 2010 | Jambagee                                             | (ropa) |
| 2009        | Korea representative for Lacoste                     |        |
| 2009        | Baskin Robbins                                       |        |
| 2009        | Kia Soul                                             |        |
| 2009        | Cello                                                |        |
| 2009        | Samsung Camera VLUU series                           |        |
| 2009        | Nong Shim Natural Snacks                             |        |
| 2009        | Save the Penguin Campaign                            |        |
| 2008 — 2011 | Samchuly                                             |        |
| 2008        | Korean Air                                           |        |
| 2008        | Maxim Coffee                                         |        |
| 2006 — 2007 | Enprani Cosmetics                                    |        |
| 2006        | Green Time Green Tea                                 |        |
| 2006        | Ensure Traffic Order Campaign                        |        |
| 2005 — 2006 | Crencia                                              |        |
| 2005 — 2006 | CYOU Soju                                            |        |
| 2005        | Pizza Hut                                            |        |
| 2005        | Han Game                                             |        |
| 2005        | Anti-smoking Campaign                                |        |

### Revistas / sesiones fotográficas
| Año  | Título              | Notas                  |
| ---- | ------------------- | ---------------------- |
| 2021 | ELLE Korea Magazine | junto a Park Hyung-sik |
| 2021 | Harper's Bazaar     | [ 61 ]                 |

### Aparición en videos musicales

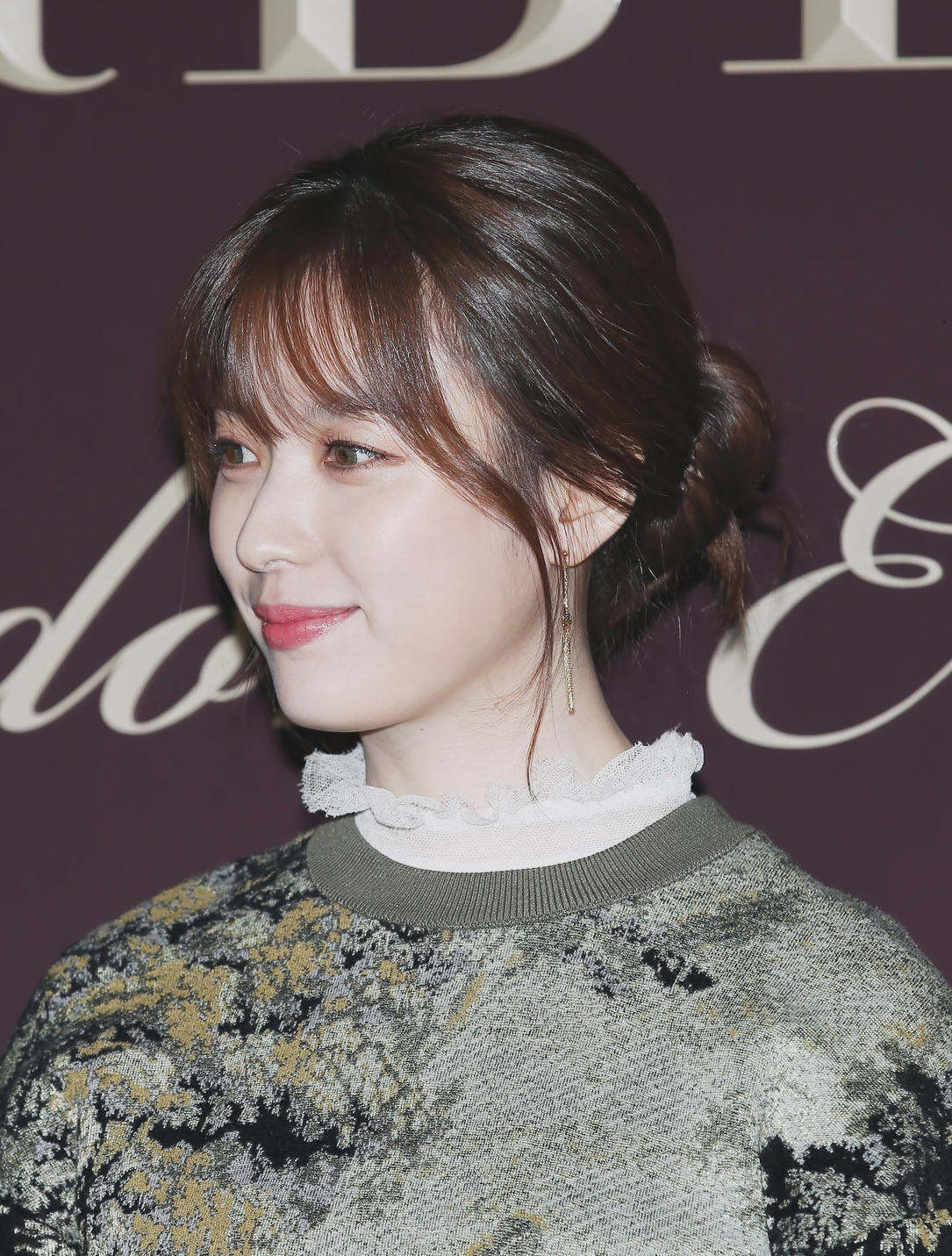
Han Hyo-joo en noviembre del 2016.

| Año  | Canción                                  | Artista                              |
| ---- | ---------------------------------------- | ------------------------------------ |
| 2004 | «I Love You»                             | Simply Sunday                        |
| 2005 | «You Just Being in This World»           | Position                             |
| 2005 | «Paris»                                  | Epik High                            |
| 2006 | «Farewell is...»                         | U                                    |
| 2006 | «Tree»                                   | Kwon Jin Won                         |
| 2009 | «They Are Men»                           | Lee Woo Sang                         |
| 2009 | «Because I Couldn't Say that I Love You» | K.Will                               |
| 2009 | «Are You Serious?»                       | Rumble Fish                          |
| 2010 | «Don't You Know»                         | Han Hyo Joo feat. No Reply           |
| 2012 | «I Choose to Love You»                   | Hyorin                               |
| 2012 | «I Love You»                             | Han Hyo Joo feat. Sweet Sorrow       |
| 2012 | «Hide and Seek»                          | Han Hyo Joo feat. Broccoli, You Too? |

## Embajadora
En 2011 recibió la Mención presidencial como contribuyente honesto, junto con la mención también fue elegida como embajadora promocional del Servicio Nacional de Impuestos por dos años, siendo reconocida por el pago honesto de sus impuestos y por su participación activa en diversas actividades públicas como embajadora de Relaciones Públicas.
| Año  | Organización / Evento                 | Nombramiento                 | Notas                | Ref.   |
| ---- | ------------------------------------- | ---------------------------- | -------------------- | ------ |
| 2007 | Fuerza Aérea de la República de Corea | Embajadora de buena voluntad | Junto con Go Joo-won | [ 63 ] |
| 2011 | National Tax Service                  | Embajadora promocional       |                      |        |

## Apoyo a beneficencia
En febrero de 2022 se anunció que se había unido a la Sociedad de Honor, un grupo de importantes donantes que han donado más de 100 millones de KRW (~83 841 USD), la cual fue establecida en diciembre de 2007 por el Cofre Comunitario Fruit of Love de Corea.

## Premios y nominaciones
| Año  | Premio                                        | Categoría                                             | Series            | Resultado |
| ---- | --------------------------------------------- | ----------------------------------------------------- | ----------------- | --------- |
| 2016 | MBC Drama Award                               | Best Couple Award (junto a Lee Jong-suk)              | W - Two Worlds    | Ganadora  |
| 2016 | MBC Drama Award                               | Top Excellence Award, Actress in a Miniseries         | W - Two Worlds    | Ganadora  |
| 2016 | MBC Drama Award                               | Daesang (Grand Prize)                                 | W - Two Worlds    | Nominada  |
| 2016 | 1st Asia Artist Award                         | Best Artist Award, Actress                            | W - Two Worlds    | Nominada  |
| 2016 | 5th APAN Star Award                           | Best Couple Award (junto a Lee Jong-suk)              | W - Two Worlds    | Nominada  |
| 2016 | 5th APAN Star Award                           | Top Excellence Award, Actress in a Miniseries         | W - Two Worlds    | Ganadora  |
| 2016 | 5th APAN Star Award                           | Daesang (Grand Prize)                                 | W - Two Worlds    | Nominada  |
| 2016 | 4th BIFF with Marie Claire Asia Star Award    | Asia Star Award                                       | Love, Lies        | Ganadora  |
| 2016 | 25th Buil Film Award                          | Best Actress                                          | The Beauty Inside | Nominada  |
| 2016 | 52nd Baeksang Arts Award                      | Best Actress (Film)                                   | The Beauty Inside | Nominada  |
| 2016 | 11th Max Movie Award                          | Best Actress                                          | The Beauty Inside | Nominada  |
| 2015 | 36th Blue Dragon Film Award                   | Best Actress                                          | The Beauty Inside | Nominada  |
| 2015 | 52nd Grand Bell Award                         | Best Actress                                          | The Beauty Inside | Nominada  |
| 2015 | 4th Korean Film Actor's Association Award     | Top Star Award                                        | The Beauty Inside | Ganadora  |
| 2014 | 8th Asian Film Award                          | Best Actress                                          | Cold Eyes         | Nominada  |
| 2013 | 34th Blue Dragon Film Award                   | Best Actress                                          | Cold Eyes         | Ganadora  |
| 2013 | 22nd Buil Film Award                          | Best Actress                                          | Cold Eyes         | Ganadora  |
| 2013 | 33rd Korean Association of Film Critics Award | Best Actress                                          | Cold Eyes         | Nominada  |
| 2013 | 49th Baeksang Arts Award                      | Best Actress (Film)                                   | Love 911          | Nominada  |
| 2012 | CETV Asia's Top 10 Popular Star Award         | Hallyu Star Prize                                     | —                 | Ganadora  |
| 2011 | 45th Taxpayers' Day Award                     | Presidential Commendation as Honest Taxpayer          | —                 | Ganadora  |
| 2011 | 1st Hong Kong Cable TV Award                  | Best Actress                                          | Dong Yi           | Ganadora  |
| 2011 | 47th Baeksang Arts Award                      | Best Actress (TV)                                     | Dong Yi           | Ganadora  |
| 2010 | MBC Drama Award                               | Daesang (Grand Prize)                                 | Dong Yi           | Ganadora  |
| 2010 | MBC Drama Award                               | Popularity Award                                      | Dong Yi           | Ganadora  |
| 2010 | MBC Drama Award                               | Top Excellence Award, Actress                         | Dong Yi           | Nominada  |
| 2010 | 3rd Korea Drama Award                         | Top Excellence Award, Actress                         | Dong Yi           | Ganadora  |
| 2010 | 5th Seoul International Drama Award           | Outstanding Korean Actress                            | Brilliant Legacy  | Ganadora  |
| 2010 | 46th Baeksang Arts Award                      | Best Actress (TV)                                     | Brilliant Legacy  | Nominada  |
| 2009 | SBS Drama Award                               | Top 10 Stars                                          | Brilliant Legacy  | Ganadora  |
| 2009 | SBS Drama Award                               | Best Couple Award (junto a Lee Seung-gi)              | Brilliant Legacy  | Ganadora  |
| 2009 | SBS Drama Award                               | Excellence Award, Actress in a Special Planning Drama | Brilliant Legacy  | Ganadora  |
| 2009 | 3rd Mnet 20's Choice Award                    | Hot Female Drama Star                                 | Brilliant Legacy  | Ganadora  |
| 2009 | 4th Andre Kim Best Star Award                 | Female Star Award                                     | —                 | Ganadora  |
| 2008 | SBS Drama Award                               | New Star Award                                        | Iljimae           | Ganadora  |
| 2008 | 1st Korea Jewelry Award                       | Pearl Award                                           | —                 | Ganadora  |
| 2007 | KBS Drama Award                               | Popularity Award                                      | Like Land and Sky | Ganadora  |
| 2007 | KBS Drama Award                               | Best Couple Award (junto a Park Hae-jin)              | Like Land and Sky | Ganadora  |
| 2007 | KBS Drama Award                               | Best New Actress                                      | Like Land and Sky | Nominada  |
| 2007 | KBS Drama Award                               | Excellence Award, Actress in a Daily Drama            | Like Land and Sky | Nominada  |
| 2007 | 24th Korea Best Dressed Swan Award            | Best Dressed                                          | —                 | Nominada  |
| 2007 | 20th Singapore International Film Festival    | Best Actress                                          | Ad-lib Night      | Ganadora  |
| 2006 | 26th Korean Association of Film Critics Award | Best New Actress                                      | Ad-lib Night      | Ganadora  |
| 2006 | KBS Drama Award                               | Best New Actress                                      | Spring Waltz      | Nominada  |
| 2003 | 9th Miss Binggrae Smile Pageant               | Grand Prize                                           | —                 | Ganadora  |